# Gofo
El gofo es un juego de naipes, adaptación de habitantes de la localidad de Bengolea, provincia de Córdoba, Argentina, del golfo de origen español, extraordinaria adaptación de un juego europeo; también jugado en muchos pueblos y ciudades de Argentina en donde los migrantes españoles e italianos eligieron para vivir.
En este artículo solo se narra sobre el gofo de Bengolea, ya que en cada localidad tiene pequeñas variantes entre ellas, más una misma estructura general.

## Introducción
Se juega con cartas españolas, se utilizan 28 de ellas, los 3, 4, 5, 6, 7, 11 y 12 de los 4 palos de la baraja; y se descartan las otras cartas (1, 2, 8, 9 y 10)
El número ideal de jugadores es de 5 (cinco) o 6 (seis) aunque también se puede jugar con más o menos cantidad de jugadores.
La duración de la partida es establecida por los jugadores, generalmente se estila fijar sesiones de 2 h cada una, pero tanto la cantidad de sesiones como la duración de las mismas es establecida por los jugadores.
Tras la aparente sencillez de sus reglas, el gofo esconde cierta complejidad ya que los descartes que se efectúan en el juego, permiten ver numerosas cartas y en algunas ocasiones calcular con cierta aproximación el valor máximo de las manos de los contrarios, es por eso que unas de las principales cualidades que debe poseer un jugador de gofo es "muy buena memoria " como así también la habilidad para engañar al contrario, haciendo creer que tiene mucho o poco puntos en su mano de acuerdo a la ocasión.

### Tipo de juego
Juego de refiche

### Objetivo
Conseguir una jugada que permita ganar las apuestas hechas por jugadores.

### Cantidad de jugadores
Las partidas de gofo se suelen desarrollar entre cinco o seis jugadores, cada uno juega individualmente, es decir para sí mismo.
Sin embargo cada mano solo pueden participar como máximo cinco jugadores, por lo tanto si fuesen 6 los jugadores el dador no se dará carta y queda fuera de la mano, salvo que alguno de los participantes no coloque la ficha correspondiente al APERTURA, ANTE o ALUMBRE, el dador también se da cartas y participa en el juego como cualquiera de los otros jugadores.

### Valor de cartas
carta 3	 valor 3
carta 4	 valor 4
carta 5	 valor 5
carta 6	 valor 6
carta 7	 valor 7
carta (Caballo) 11 valor 8
carta (Rey) 12	 valor 9

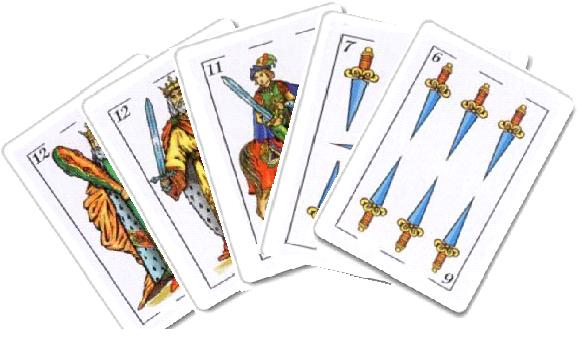
30 en Espadas.

En el gofo, al finalizar la mano, un jugador consta de cinco cartas. Para determinar el valor de la mano o conjunto de cartas, el jugador debe sumar los valores de las cartas del mismo palo y tomar el mayor resultado obtenido, teniendo en cuenta que solo puede sumar cuatro cartas como máximo (es decir, si tiene cinco cartas del mismo palo, el valor de su mano es la suma de los valores de las cuatro mayores)
El valor máximo de una mano es de 30 puntos o sea que es cuando cuenta con las cuatro cartas mayores (6, 7, Caballo y Rey) del mismo palo de la baraja.
A igualdad de valor de puntos, gana el jugador que está más cerca de la mano.

### Vocabulario propio
ABRIR: apuesta inicial que realiza el jugador que es mano antes de recibir las 2 primeras cartas, (apertura, ante, dentre o lumbre), los otros jugadores pueden retirarse de esa mano o aceptar y poner la misma cantidad de fichas que fijo la mano, lo pueden hacer viendo las cartas o bien antes de levantar las cartas y conocer su juego (VER DE CIEGO), lo cual lo habilita para una vez que todos los jugadores hayan entrado o retirado en esa mano, subir la apuesta inicial la cantidad que desee.
Este refiche debe ser por la mano o sea que primero tiene prioridad la mano, si esta no sube la posibilidad la tiene el jugador más próximo a la mano que haya entrado de ciego y así sucesivamente.
El hecho de realizar un refiche, habilita a los que aceptaron a volver a refichar, sin necesidad de haber entrado de ciego.
El valor máximo de la apertura inicial, nunca puede superar ni igualar la cantidad de fichas que tenga para apostar cualquier jugador de la mesa, no así los refiches que no tienen tope de valores (teniendo en cuenta que es gofo cerrado, el valor máximo lo fija la cantidad fichas que tenga en esa mano el jugador que tiene más fichas para apostar )
Los jugadores, que deseen seguir participando de la mano, deben ir apostando los refiches que se produzcan o bien retirarse y perder lo hasta el momento apostado. En caso de que la cantidad de fichas apostadas en los refiches sea superior a las que algún jugador tenga para apostar (al frente) esta va en la apuesta con lo que alcanzó a apostar, finalizada la mano si este jugador tuvo el mayor puntaje cobra de acuerdo a lo que apostó.
HABLAR: es la declaración válida en su turno que realiza un jugador, las declaraciones válidas son veo (acepto la apuesta) voy (dejar su turno sin apostar) no voy ( no aceptar la apuesta propuesta y retirarse de la mano) jugado (apostar la totalidad de fichas que tiene sobre la mesa) van x cantidad de fichas (cantidad de fichas a apostar)
RESTO: totalidad de fichas que tiene sobre la mesa (o sea habilitada para apostar) un jugador.
CANTO: declaración de los puntos que tiene un su mano cada jugador, el puntaje más alto es el que gana las apuestas, el ganador tiene obligación de mostrar las cartas para que los demás verifiquen que el puntaje declamado sea cierto.
CORTAR: realizar la primera apuesta, posterior a la apertura, o sea cuando ya los jugadores tienen las cinco cartas en su poder, se denomina corte, pues después de esa apuesta, se realiza 1 (un) solo descarte más y luego se canta.
REFICHE: se llama refiche a la apuesta que un jugador hace durante el curso del juego. Para que un refiche tenga validez debe ser igual o mayor al refiche anterior, es decir, un jugador debe igualar o superar la apuesta anterior, en caso contrario debe pasar.
La única posibilidad de que la apuesta sea menor, se da cuando un jugador apuesta todas sus fichas o sea jugado en ese caso no importa si no iguala o supera las apuestas anteriores.
Cuando la apuesta de un jugador es igualada por los siguientes jugadores, sin que ninguno de ellos lo supere, las apuesta quedan cerradas y ya no se puede refichar más y se procede al canto
Si después de todos lo refiches, todos los jugadores pasan, el jugador que ha hecho ese último refiche se convierte en el ganador, sin importar el valor de sus cartas y sin obligación de enseñarlas.
BARAJE: el baraje o mezclado de las cartas del gofo difiere de otros juegos ya que debe picarse las cartas, dicho picaje consiste en ir realizando tres montones o pilas cartas eso garantiza un buen mezclado y posteriormente hacer un mezclaje de la forma tradicional.
JUGADO: es el jugador que ya ha apostado todas sus fichas o sea no tiene más resto para apostar.

### Inicio del Gofo
Primeramente se entrega igual cantidad de fichas a cada jugador a esta cantidad se la llama caja, posteriormente cada jugador coloca sobre la mesa (al frente) una cantidad determinada fichas, dicha cantidad es acordada por los jugadores antes del inicio del juego.
Se denomina fichas al frente a la fichas que cada jugador tiene para apostar en esa mano o sea sobre la mesa y fichas -de atrás, a las fichas restantes de la caja, que únicamente sirven para reponer en caso de no tener ninguna al frente pero nunca están habilitadas para apostar.
La reposición de fichas al frente también es acordada por los jugadores antes del inicio del juego.
Se acostumbra a que la cantidad de fichas que van al frente en la primera mano sea el doble o triple de la cantidad de fichas que posteriormente se va a ir reponiendo, esto hace que ya desde el comienzo de la partida haya sobre la mesa en juego una cantidad interesantes de fichas. Cuando un jugador se queda sin fichas al frente retira la cantidad acordada de fichas de atrás y las pone al frente.
Si en algún momento el jugador se queda sin fichas, solicita otra caja y en esa ocasión en la primera mano puede poner el doble o triple de fichas al frente como hiciera al principio del juego. lo denominamos inauguración de caja.
Seguidamente se sortea el primer dador, dicho sorteo se realiza cuando cada jugador elige y destapa una carta del mazo de naipes extendido en el centro de la mesa, la carta más alta o sea la de mayor valor es el primer dador.
El dador pica y mezcla las cartas y comienza a dar las cartas de derecha a izquierda (sentido antihorario), entrega 2 (dos) cartas juntas a cada jugador.
Antes de descubrir las cartas, la mano debe realizar la primera apuesta, ABRIR o sea colocar en el centro de la mesa el dentre, (nunca puede igualar o superar la cantidad de fichas que posea el jugador que menos fichas tenga para apostar o sea su resto ), los demás jugadores pueden aceptar o no la apuesta, pueden aceptar viendo antes las dos cartas o poner el ante o dentre o apertura sin ver las cartas a esto se llama ver de ciego esto lo habilita a elevar la apuesta del dentre. En caso de que algún jugador no coloque el dentre queda fuera de esa mano y no participa de esa jugada, dejando la posibilidad al dador de darse las 2 (dos) cartas y participar del juego como cualquier otro jugador.
En el caso de que la mano o que algún jugador de ciego una vez que todos los jugadores hayan puesto su dentre, levante la apuesta (siempre debe ser igual o mayor al ante o dentre ), habilita a los demás jugadores activos de esa mano a levantar la apuesta del dentre hayan o no entrado de ciego. Dichas apuestas posteriores al dentre no tienen límite, solamente lo fija la cantidad de fichas que tenga el jugador para mandar (leasé apostar) y el resto de los jugadores para ver.
Luego de terminadas las apuesta posteriores del ante o dentre ( las cuales no son obligatorias), se procede a dar las tres cartas restantes para completar las cinco, dicho reparto se realiza dando las cartas de una en una a cada jugador (a estas primeras cinco cartas que posee cada jugador se las denomina abanico ).
Una vez que los jugadores activos han recibido las cinco estudian sus cartas antes de iniciar la primera ronda.
El primer jugador que tiene que HABLAR es la mano y tiene 2 (dos ) opciones:
1. decir va o voy o sea que deja pasar su turno sin apostar y toma el turno el jugador activo que se encuentre a su mano, teniendo este las mismas 2 opciones que tenía anteriormente la mano.
2. Apostar la cantidad de fichas que desee (entiéndase que únicamente puede apostar las fichas que tiene al frente o sea sobre la mesa) ( a este acto se lo denomina cortar ). En el caso de que ningún jugador corte, se procede al 1.er. descarte,

El término descarte se refiere al acto de desprenderse de las cartas que no nos son útiles para quedarnos únicamente con las que nos sirven. No hay límite para la cantidad de cartas a descartar o sea que puede ser entre una o 5 cinco.
A cada jugador (empezando por la mano) se le entrega la misma cantidad de cartas que descartó (La reposición de cartas en el descarte es todas las cartas juntas que solicite el jugador), para volver a tener en sus manos 5 cartas.
Una vez que todos los jugadores estén servidos o sea que tengan sus 5 cartas, se habita la segunda ronda y se procede como la anterior (véase punto 1) y 2)); En el caso de que ningún jugador corte, se procede al 2.º descarte,
Estos descarte son como máximo 4, de no cortar nadie se procede a cantar los puntos que cada uno tiene un su mano, el que mayor puntaje tenga se lleva las fichas del pozo.
Ahora bien, no necesariamente los descartes deben llegar a 4, esto ocurre si se da la opción 1), pero si algún jugador opta por la opción 2) o sea cortar, se hace un solo descarte más y se canta.
Cuando un jugador corta los otros jugadores, (empezando por la mano del cortador ) tienen 3 alternativas, a) ver, b) no ver, o, c) ver y refichar
En caso de aceptar la apuesta o sea a) ver se debe apostar la misma cantidad de ficha con la cual se cortó, luego se pasa el turno al segundo jugador para que tenga su opciones y así sucesivamente hasta el último jugador (o sea el pie),
Luego de que todos hayan a) visto o b) pasado (no ver), el jugador que esta a la mano del que cortó, puede si lo desea c) refichar, o sea aumentar la apuesta, si no lo hace pasa la oportunidad para los que siguen (siempre respetando la mano), solo siguen participando los que aceptan las apuestas que se van realizando, los que se retiran pierden todo lo apostado hasta el momento.
Se puede dar el caso que algún jugador no haya podido igualar la cantidad de fichas apostada, en el corte o en el refiche, porque se ha quedado sin resto o sea que esta jugado (no tiene más fichas para apostar), en este caso este jugador sigue participando del juego y en el caso de ganar la partida solo cobra la cantidad que apostó, o sea que en una mano puede haber 1 o más ganadores ya que los otros siguen participando con apuestas aparte.
Los refiches son ilimitados, siempre y cuando se iguale o aumente la cantidad de fichas apostadas del último refiche o se juegue con el resto de sus fichas (en el póker se lo llama all in), si ocurriera este caso que algún jugador refichara ( entiendase bien c) ver y refichar  no estamos hablando de a) ver) con el resto de sus fichas, allí sí se termina el refiche o sea que ya nadie más está habilitado para aumentar la apuesta.
Por último queda hacer una aclaración más, sobre el descarte; En el momento que se produce el corte por algún jugador las cartas que se descartan se colocan a la orilla derecha de cada jugador que vea y no se mandan al baraje, esto es de gran importancia ya que cada jugador sabe, aunque no las utilice para cantar ya que únicamente se cantan las 5 que se tienen en la mano, que los otros jugadores no cuentan con esas cartas, por lo tanto si se tienen cartas grandes a la derecha uno puede medianamente inferir que el rival no cuenta con puntos grande.
Esta condición de cartas a la derecha se da únicamente cuando quedan jugando en esa mano dos o tres jugadores, si fuesen más de tres se tiran las cartas al baraje como siempre.
Terminado todo, y ya los participantes activos cuenten con sus 5 (cartas), se procede a cantar los puntos y mostrar las cartas, el puntaje más alto es el ganador de la mano y cobra las apuesta.
Si hubiese igualdad de puntos entre 2 o más jugadores, gana el jugador más cercano a mano del que esté dando las cartas.